# おもかげ幻舞
『おもかげ幻舞』（おもかげげんぶ）は、こやま基夫による日本の漫画作品。

## 概要
『週刊少年チャンピオン』（秋田書店）にて連載。単行本は、少年チャンピオン・コミックスより全4巻が発刊されている。
主人公の面影蒼が、屋敷にある多くの仮面から聞こえる声に導かれ、悪意をもって他人に害をなす者達を闇へと葬っていく物語である。

## あらすじ
大都会に突如現れる「仮面の男」。彼の行くところ、人知れず悪が葬られていく。しかし、彼の内には善も悪も正義も無かった。己の感情を心の奥底に封印した彼に、1人の少女が興味を持ち、近付くところから物語りは始まる。

## 登場人物
面影 蒼（おもかげ あおき）
中学校で美術の教師を務める男。鉄面皮と噂されている通り、仮面のように全く表情が変わらない。そんな彼はひそかに、悪人に裁きを下している。しかし彼は正義の味方というわけではなく、「仮面たちの声」に従っているだけである。蒼の家にはたくさんの仮面があり、世界各地で見つかったものばかりでなく、闇に葬った人間のデスマスクや生きている人の顔をかたどったライフマスクもある。しかし奥の部屋には1つだけ、彼にとっての特別な人の顔をかたどったライフマスクがある。医師により多重人格障害と診断されている。
怒りや悲しみ等の強い感情により、超能力が発動する。幼い頃から、父親の手で虐待にも等しい実験が行われ、その際に能力が暴走し母を死なせてしまう。その後、怒りにまかせて父に瀕死の重傷を負わせ、それからは己の感情を封印し続けている。
独身生活が長いため自炊は得意。マタドールの衣装を自前で用意しているなど、その趣味は謎が多い。
神楽 マキ（かぐら マキ）
蒼が受け持つクラスの少女。変人扱いされている蒼に自ら進んで話しかけてくる。彼女は蒼の心を見透かすような発言をするため、蒼は無意識に彼女との距離を取ろうとするが、それにも構わず少しずつ蒼に想いを寄せていく。
呪三郎（じゅさぶろう）
天才的なからくり人形師で、裏では「傀儡師呪三郎」の異名を持つ殺し屋。「安寿」と「厨子王」と名付けた2つのからくり人形を自在に操り、人形に仕込んだ隠し武器で標的を暗殺する。「寿三郎」と名乗る事もある。元は九龍の裏社会の出身で異能力者の1人。九龍の人間達が異形の存在となっていくのを見て、それを嫌い九龍を出た。人形は念動力によって動かしており、その力で巨大な人型を作り操る事も可能。
須藤 良太（すどう りょうた）
マキのクラスメイト。自称・不良で、目上の不良やヤクザに憧れている。兄貴分が蒼に諭されて不良を辞め、働き始めた時はそれを認められない様子だった。グレたのは早くに母親を亡くし、父親が仕事（刑事）で忙しい事が原因らしい。
渋澤 権佐（しぶさわ ごんざ）
「政界の裏のドン」「闇将軍」などと呼ばれる老人で、日本の裏社会の実力者。呪三郎の存在を危険視し、始末しようと企てる。
如月（きさらぎ）
渋澤の懐刀と呼ばれる男。剣術の達人。呪三郎に右腕を斬り落とされた後、特製の義手を装着する。
青海（おうみ）
警部。須藤良太の父の同僚。事件の捜査のため、九龍に潜入する。
岩窟（がんくつ）
渋澤老人の手先の大男。地中に埋まっている物やその位置を知る事が出来、その怪力で地中の物を引きずり出す事も可能。その正体は九龍の密偵。
百眼（ひゃくめ）
「千里眼」の異名を持つ異能の男で、渋澤老人の手先の1人。遠く離れた場所を見る事が出来、地中の様子を探る事も可能。その正体は九龍の密偵で、その目で見た事を記録する役目を持つ。顔の中心に巨大な一つ目があり、それを隠すために目を模した覆面をしているように外見を装っている。目をつぶされても再生させる事が可能で、また体中に目を無数に生み出す事もできる。
蛹姫（さなぎひめ）
九龍の異能の人間の1人。口から吐く糸で男を包み込んで蛹状にし、内に秘めた欲望を開放させて己の意のままに操る。蒼の勤める中学校に「渚カオル」という偽名を使って潜入する。
面影 怨（おもかげ いちず）
蒼の父。妻の美しすぎる顔が他の男の眼に晒される事を嫌って仮面を着けるよう強要し、秘めた能力を引き出す為に蒼に過酷な実験を強いる。蒼の能力の暴発で瀕死の重傷を負った後、自分の体をサイボーグ化して九龍の裏社会の人間に接触する。キッドを完成させた後に死亡。
李 凱昂（レイ カイコウ）
九龍の裏社会の実力者。面影怨の話に興味を持ち、研究のための場所と資金を提供する。キッドの力を用いて九龍半島を東京湾の上空に移動させ、香港返還の日に東京の上に落とそうと目論む。
キッド
面影怨が、李凱昂の援助を受けて生み出した謎の生物。胎児のような姿をしており、普段は液体の満たされたカプセルの中にいる。その能力によって九龍半島を宙に浮かせ、またその体細胞から作られた薬液を注射された人間は、異能力を得て化け物じみた体へと変貌していく。その正体は怨が己の精神の全てを移植させたもので、蒼への復讐と蒼の体を乗っ取る事が目的。

## 作中に登場した面
テスカトリポカの仮面
アステカ王国で生け贄として心臓を捧げられる若者がつけた仮面。
ハマツァの鳥仮面
コロンビアの秘密結社「ハマツァ」に伝わる仮面。
ツィムシャン族の仮面
南米のツィムシャン族で使われていた「海の怪物」をかたどった仮面。
嘘吹・乙（うそぶき・おと）
昔、狂言に使われたという夫婦の仮面。それぞれひょっとことおかめの原型になったと言われる。
トラティルコ人の仮面
古代メキシコのトラティルコに伝わる仮面。
メキシコのモザイク仮面
メキシコの遺跡から出土した、一部がモザイクとなっている仮面。
鬼子母神・カーリーの仮面
跳舞（チャム）儀礼の仮面
王暗殺のために作られたモンゴルの仮面。
ランダの仮面
ギニアのトマ族の仮面。ランダとはワニの化身のこと。
キフウエベの仮面
ザイールのソンゲ族に伝わる仮面。戦いの際に、呪術師が着けたといわれる。
キフェベムルメの仮面
ザイールのソンゲ族に伝わる仮面。キフェベムルメは、森の凶暴な精霊。
マ・ジの仮面
ギニアの大部族イボ族に伝わる仮面。「マ・ジ」はナイフを意味する。その出自を知らないマキには『オタマジャクシ仮面』と呼ばれていた。
エアーマスク
インディアンのクワキウトル族に伝わる、風の精霊の仮面。
インドネシアの雷神の面
ナーガ・ラクシャの面
スリランカに伝わる面。西洋ではメデューサと同一視される。
サカマタの面
南米クァキトゥル族に伝わる面。サカマタはシャチのこと。
翁
能楽に使われる面。
カモシカの仮面
アフリカの狩猟民族・ゲマ族に伝わる仮面。
アプアウの仮面
パプアニューギニアの面。アプアウは自然の食材を司る精霊。
荒鬼（あらおに）
『修正鬼会』に使われる面の1つ。
災祓い鬼・災払鬼（さいはらいおに）
『修正鬼会』に使われる面の1つ。
鈴鬼（すずおに）
『修正鬼会』に使われる面の1つ。
鎮め鬼・鎮鬼（しずめおに）
『修正鬼会』に使われる面の1つ。

## 九龍
東京湾の上空に浮かぶ巨大な島。元は香港の九龍半島で、中国返還を目前にした1993年に、突如半島が宙に浮き上がり、そのまま東京湾の上空にまで漂ってきた。現在は湾上に9本の鎖で繋がれ、地上2000mの上空にある東京都の24番目の区となっている。人口は約10万8千人。普通の住民も多いが、裏社会に生きる者達は異能力を持った異形の存在と化している。

## 単行本
- こやま基夫『おもかげ幻舞』 秋田書店〈週刊少年チャンピオン〉、全4巻

1. 1997年1月初版発行 ISBN 4-253-04679-7
2. 1997年6月初版発行 ISBN 4-253-04680-0
3. 1997年8月初版発行 ISBN 4-253-04681-9
4. 1997年10月初版発行 ISBN 4-253-04682-7